# Philodromus foucauldi
Philodromus foucauldi es una especie de araña cangrejo del género Philodromus, familia Philodromidae. Fue descrita científicamente por Denis en 1954.

## Distribución
Esta especie se encuentra en Argelia.